# Lethrinops christyi
Lethrinops christyi là một loài cá thuộc họ Cichlidae, đặc hữu của Malawi, môi trường sống tự nhiên của nó là các hồ nước ngọt.